# John Gay (forgatókönyvíró)
John Gay (Whittier, Kalifornia, 1924. április 1. – Santa Monica, 2017. február 4.) amerikai forgatókönyvíró.

## Filmjei

### Mozifilmek
- Csendben fut, mélyen fut (Run Silent Run Deep) (1958)
- Külön asztalok (Separate Tables) (1958)
- The Happy Thieves (1961)
- Az apokalipszis négy lovasa (The Four Horsemen of the Apocalypse) (1962)
- A vadnyugat hőskora (How the West Was Won) (1962)
- Lázadás a Bountyn (Mutiny on the Bounty) (1962)
- Eddie apja udvarol (The Courtship of Eddie's Father) (1963)
- Egy rakomány whiskey (The Hallelujah Trail) (1965)
- A folyón át Texasba (Texas Across the River) (1966)
- Utolsó szafari (The Last Safari) (1967)
- Az erő (The Power) (1968)
- Chayenne alkony (Soldier Blue) (1970)
- Olykor egy nagy ötlet (Sometimes a Great Notion) (1970)
- Pocket Money (1972)
- Hennessy (1975)

### Tv-filmek
- A lenyűgöző Howard Hughes (The Amazing Howard Hughes) (1977)
- Bátor kapitányok (Captains Courageous) (1977)
- A nyomorultak (Les Miserables) (1978)
- A bunker (The Bunker) (1981)
- Zongorát Mrs. Cimino-nak (A Piano for Mrs. Cimino) (1982)
- A Notre Dame-i toronyőr (The Hunchback of Notre Dame) (1982)
- Ivanhoe (1982)
- A vád tanuja (Witness for the Prosecution) (1982)
- Törvénybe ütközve (Manhunt for Claude Dallas) (1986)
- Az Alcatraz foglyai (Six Against the Rock) (1987)
- Tamás bátyja kunyhója (Uncle Tom's Cabin) (1987)
- Inherit the Wind (1988)
- 80 nap alatt a föld körül (Around the World in 80 Days) (1989)
- Utolsó figyelmeztetés (Final Notice) (1989)
- Blind Faith (1990)
- Terhelő bizonyíték (The Burden of Proof) (1992)
- A jog csapdájában (Trial: The Price of Passion) (1992)
- Cruel Doubt (1992)
- Blind Faith (1996)